# Tatjana Schocher
Tatjana Schocher es una deportista suiza que compitió en ciclismo en la modalidad de BMX. Ganó dos medallas de bronce en el Campeonato Mundial de Ciclismo BMX, en los años 1999 y 2003, y una medalla de bronce en el Campeonato Europeo de Ciclismo BMX de 1999.

## Palmarés internacional
| Campeonato Mundial | Campeonato Mundial          | Campeonato Mundial | Campeonato Mundial |
| Año                | Lugar                       | Medalla            | Competición        |
| ------------------ | --------------------------- | ------------------ | ------------------ |
| 1999               | Vallet (Francia)            | Medalla de bronce  | Carrera            |
| 2003               | Perth (Australia)           | Medalla de bronce  | Carrera            |
| Campeonato Europeo |                             |                    |                    |
| Año                | Lugar                       | Medalla            | Competición        |
| 1999               | Valkenswaard (Países Bajos) | Medalla de bronce  | Carrera            |